# Sadhana Mohan
Sadhana Mohan, ook geschreven als Sandjana Mohan, is een Surinaams danseres, choreografe, en dans- en yogadocente. Ze is oprichtster van de dansschool Satrangi en is gespecialiseerd in de Zuid-Indiase dans bharata natyam.

## Biografie
Op haar tiende danste ze al kathak en zong ze bhajans bij het Indiaas Cultureel Centrum. In 1996 kwam het dansen bij haar in een stroomversnelling toen een lerares uit Nederland naar Suriname kwam en haar leerde om te dansen op de verhalen die ze zong en op hindoeïstische heldendichten. Door deze nieuwe inzichten ging een wereld voor haar open.
Haar danslerares was via een organisatie naar Suriname gekomen en wist dat haar contract op een gegeven moment af zou lopen. Om zoveel mogelijk kennis over te dragen, gaf ze Mohan en enkele andere van haar leerlingen in vier jaar tijd twaalf tot veertien uur les in de weekenden. Mohan leerde niet alleen danspassen, maar ook de verschillende tellingen die er in het ritme voorkomen en andere danstheorie. Ondertussen leerde ze ook de maat aanslaan op de cymbalen (nattuvangam) en het opzeggen van de muziek. Verder volgde ze in India nog een cursus in natya-yoga. Deze is speciaal gericht op leerlingen van de dans bharata natyam om de juiste bewegingen en houdingen aan te kunnen leren. Uiteindelijk slaagde ze in 2001 voor haar eindexamen in de traditie van de bharata natyam.
Ze studeerde daarnaast nog rechten aan de AdeKUS en begon ondertussen haar dansschool Satrangi. Er was een grote vraag naar danslessen en haar leerlingen varieerden in leeftijd van zes tot zestig jaar. Haar hoofdvestiging is aan de Margarethalaan en later breidde ze uit met vestigingen aan de Indira Gandhiweg en de Derde Rijweg.
In de eerste zestien jaar als danslerares bleef ze verbreding en verdieping zoeken door ook zelf les te blijven volgen bij haar eigen docente Madhoerie Jagmohan in Suriname en een docent in India.  In 2016 studeerden haar eerste leerlingen af. Voor examens laat ze musici uit India speciaal naar Suriname komen, zodat er op livemuziek gedanst kan worden. Met haar dansschool geeft ze optredens tijdens feestelijkheden als Divali, Holi-Phagwa, de jubilea van de Hindostaanse immigratie naar Suriname en de Surinaamse voorronde van Miss India.  Ze heeft ook met haar leerlingen opgetreden in het buitenland en op de Indiase ambassade.
In 2023 trad ze op tijdens het bezoek aan Suriname van de Indiase president, Draupadi Murmu. Murmu kwam in 2023 speciaal naar hun toe met het compliment dat ze net zo goed waren als Indiase dansers. Choreografieën haalt ze niet van YouTube, maar maakt ze zelf of met gevorderde leerlingen. Ook doet ze met haar dansschool producties voor scholen en thema-avonden.